# Solea (genre)
Pour les articles homonymes, voir Solea.
Genre
Solea (les soles), est un genre de poissons plats de la famille des Soleidae.

## Liste d'espèces
Il existe 11 espèces appartenant au genre Solea, selon ITIS :
- Solea aegyptiaca Chabanaud, 1927
- Solea bleekeri Boulenger, 1898
- Solea capensis Gilchrist, 1902
- Solea elongata Day, 1877
- Solea fulvomarginata Gilchrist, 1904
- Solea heinii Steindachner, 1903
- Solea ovata Richardson, 1846
- Solea senegalensis Kaup, 1858
- Solea solea (Linnaeus, 1758)
- Solea stanalandi Randall & McCarthy, 1989
- Solea vulgaris Quensel, 1806

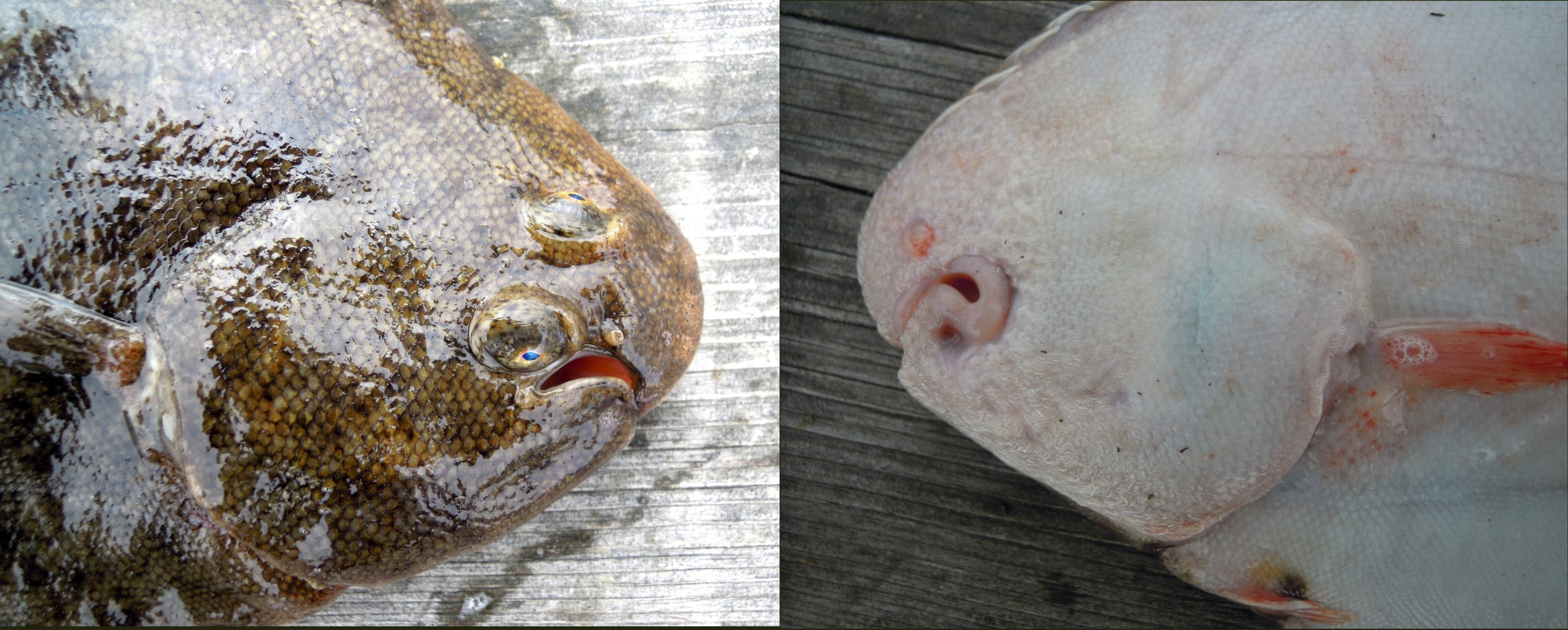
Tête de Solea solea
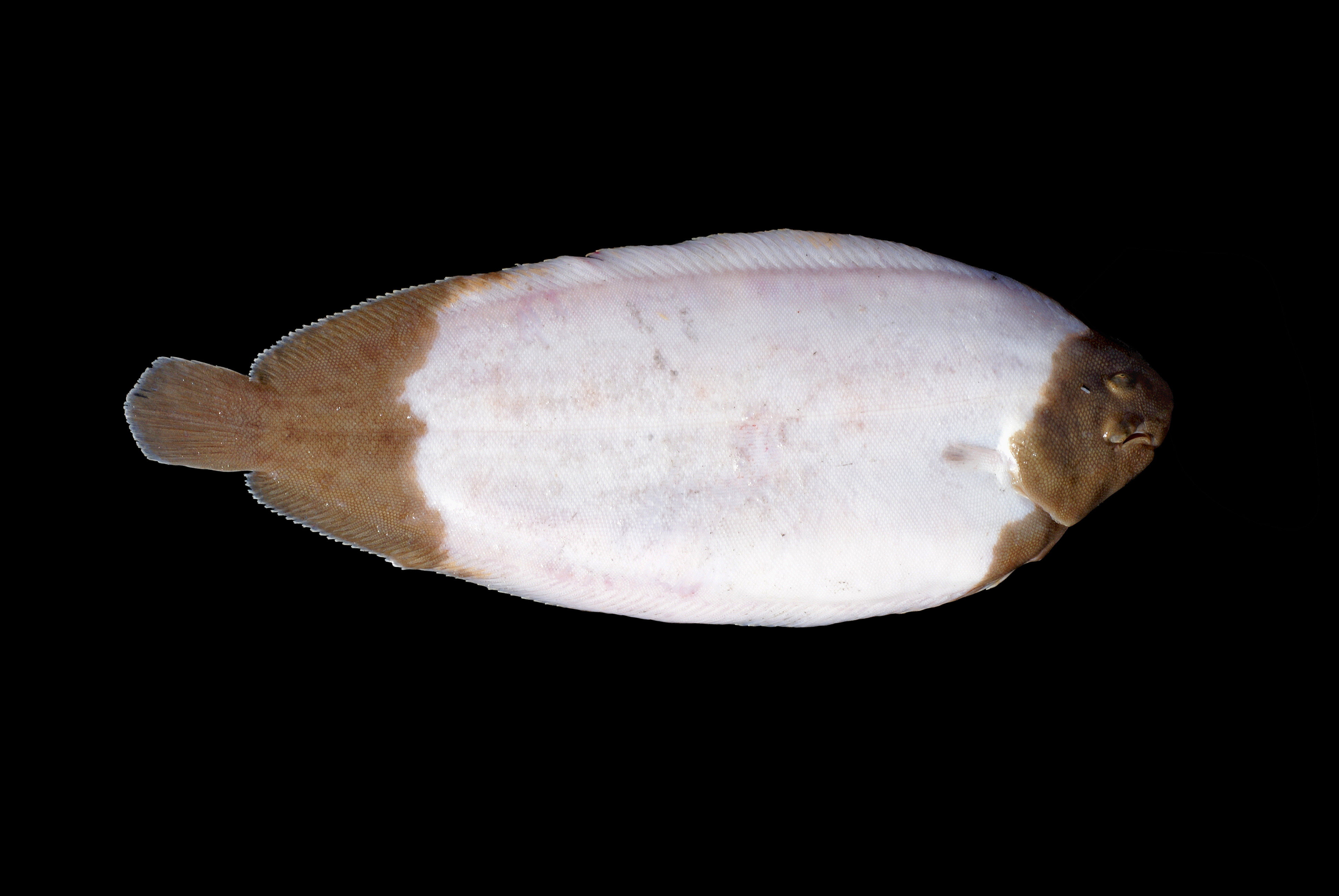
Solea solea atteint de leucisme